# ГЕС Middle Marshyangdi
ГЕС Middle Marshyangdi – гідроелектростанція у Непалі. Знаходячись між ГЕС Upper Marshyangdi (вище по течії) та ГЕС Marshyangdi, входить до складу каскаду на річці Marshyangdi, правій притоці Дарауді, яка в свою чергу є правою притокою Трішулі (впадає ліворуч до Сеті-Гандакі, лівого витоку річки Гандакі, котра далі приєднується ліворуч до Гангу).
В межах проекту річку перекрили кам’яно-накидною греблею висотою 60 метрів, довжиною 150 метрів та шириною від 10 (по гребеню) до 158 (по основі) метрів. На час її будівництва воду відвели за допомогою тунелю довжиною 0,36 км з діаметром 8,2 метра.
Зі сховища ресурс спершу потрапляє до трьох підземних камер для видалення осаду, кожна з яких має довжину 160 метрів, ширину 15 метрів та довжину 27 метрів. Підготована вода транспортується прокладеним у правобережному гірському масиві дериваційним тунелем довжиною 5,5 км з діаметром 5,4 метра, який на завершальному етапі переходить у напірний водовід довжиною 0,2 км з діаметром 4,6 метра. В системі також працює вирівнювальний резервуар висотою 45 метрів з діаметром 20 метрів. 
Машинний зал обладнали двома турбінами типу Френсіс потужністю по 35 МВт, які використовують чистий у 98 метрів та забезпечують виробництво 398 млн кВт-год електроенергії на рік.
Видача продукції відбувається по ЛЕП, розрахованій на роботу під напругою 132 кВ.